# Citharinidae
Citharinidae é uma família de peixes actinopterígeos pertencentes à ordem Characiformes.